# Фетисов, Фёдор Андреевич
Фёдор Андреевич Фетисов (5 апреля 1927, Золотая Поляна, Тернейский район, Приморский край, СССР ― 4 января 2020, Биробиджан, Еврейская АО, Россия) ― советский и российский журналист, общественный деятель, участник Великой Отечественной войны, почётный гражданин города Биробиджана (2010).

## Биография
Родился 5 апреля 1927 года в селе Золотая Поляна Тернейского района Приморского края. В 30-е годы вся его семья перебралась в Хабаровский край в Оборский леспромхоз, затем в Нанайский район в село Лидога. В 1943 году завершил обучение в семилетней школе. Во время Великой Отечественной войны стал работать монтером связи Оборской железной дороги. В октябре 1944 года призван в Красную армию и направлен в Амурскую Краснознаменную флотилию. Службу проходил минёром катерного тральщика. В августе-сентябре 1945 года принимал участие в разгроме Квантунской японской армии и освобождении Маньчжурии.
Те события на долгие годы оставили след в его памяти. Он стал публиковать очерки на страницах флотской газеты. В 1951 году увольняется с военной службы в запас, и устраивается на работу корреспондентов в районную газету «Ленинец» в селе Переясловка Хабаровского края. Писал на злободневные темы, очень быстро завоевал интерес читателей к его работе. В 1953 году был переведён на работу в Бикинский район, стал заведующим сельскохозяйственным отделом в районной газете «Коммунист».
В 1954 году был принят в штат КрайТАСС и направлен на работу специальным корреспондентом в Еврейскую автономную область. В Биробиджане он продолжил учиться в вечерней школе. В 1955 году стал студентом на журналистском отделении Хабаровской Высшей партийной школы, которую успешно окончил. Был принят в штат областной газеты «Биробиджанская звезда». Несколько лет по направлению партии работал в районных газетах «Ленинское знамя» (с. Ленинское) и в газете «Искра Хингана» (г. Облучье). В 1965 году возвратился в «Биробиджанскую звезду» и стал возглавлять отдел сельского хозяйства. С 1967 года и до 1991 года, когда вышел на заслуженный отдых, занимал должность заместителя редактора газеты. Был членом союза журналистов России.
Всегда выступал с яркими публикациями, его расследования не оставались без внимания со стороны партийных органов. Решения принимались очень быстро. Став садоводом-любителем, очень много материала готовил на эту тему. Рассказывал читателю о самобытности занятия садоводством и огородничеством. Автор двух брошюр.
С 1997 по 2007 годы трудился в должности сначала заведующего отделом средств массовой информации и гласности мэрии города Биробиджана, а потом ответственного секретаря мэра по связям со СМИ. Активно занимался общественной деятельностью, был членом комиссии при правительстве ЕАО по помилованию, участвовал в работе областной административной комиссии.
5 мая 2010 года решением депутатов Биробиджанской городской Думы удостоен звания «Почётный гражданин города Биробиджана».
Проживал в городе Биробиджане. Умер 4 января 2020 года. Похоронен в родном городе.

## Награды и звания
- Орден Отечественной войны II степени.
- другими медалями

- Почётный гражданин города Биробиджана (05.05.2010)